# Allen & Heath
Allen & Heath ist ein britischer Hersteller von Tontechnikequipment, der sich auf Mischpulte spezialisiert hat. Weitere Produkte sind Steuerungssysteme für Toninstallationen und spezielle Mischpulte für DJs. Allen & Heath war bis 2013 Teil der japanischen D&M Holdings und wurde von Electra Partners übernommen. Seit Mitte 2014 firmiert Allen & Heath als Teil einer Gruppe von drei Herstellern von Tontechnikequipment unter der Führung von Electra Partners unter dem Namen Audiotonix.

## Geschichte
Die Firma wurde im Jahr 1969 gegründet. Nach einigen verlustreichen Jahren verbesserte sich die Situation nach den Einstiegen von Andy Bereza und in kurzer Folge darauf Ivor Taylor und Andrew Stirling.
In den frühen 70er Jahren entwickelten Allen & Heath ein spezielles quadrophonisches Mischpult für die Band Pink Floyd, das MOD1, das von Alan Parsons zum Abmischen ihrer Live-Auftritte genutzt wurde. Das MOD1 ist im Film Live at Pompeii zu sehen.

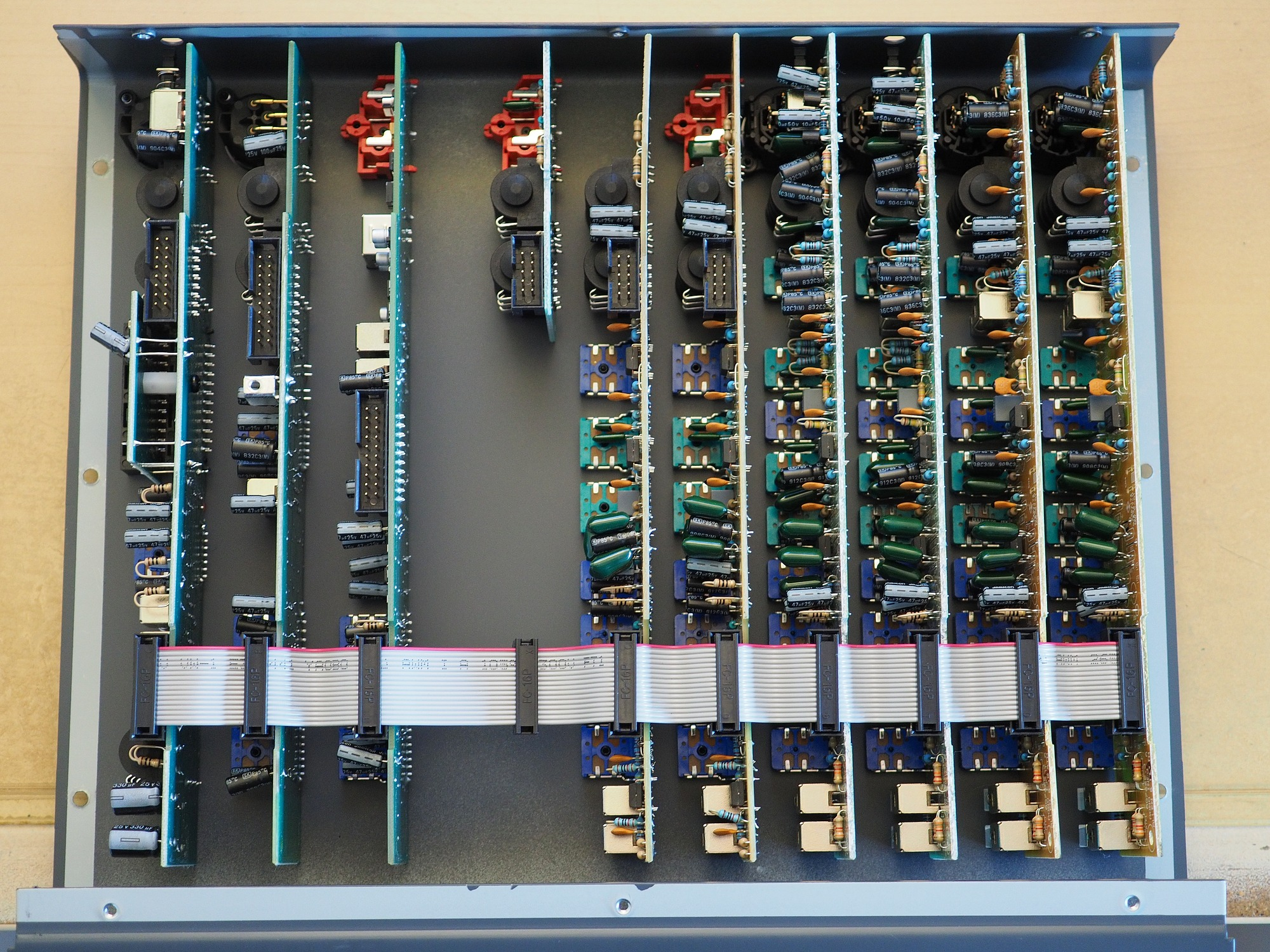
Innerer Aufbau des Allen-&-Heath-Kleinmischers ZED-10. Jeder Kanal sitzt auf einer vertikal eingebauten Platine, die mit Buskabeln durchverbunden werden.

Eine Reihe heute selbstverständlicher Innovationen geht auf das Konto von Allen & Heath, so zum Beispiel die Praxis, Potentiometer und Schalter direkt auf den Platinen einzulöten, anstelle sie mit Kabeln zu verbinden. Dies erlaubte einen modularen Aufbau der Geräte und den einfachen Austausch von einzelnen Baugruppen. Die Firma gehörte ebenfalls zu den ersten am Markt, die Operationsverstärker in ihren Produkten einsetzten. Die CMC-Konsole schließlich verband das erste Mal über eine MIDI-Schnittstelle das Mischpult mit einem Steuercomputer.

## Digitale Mischpulte
Allen & Heath bietet vier verschiedene digitale Mischpultserien an, die SQ-Serie mit 16, 24 oder 32 Fadern und jeweils 6 Ebenen.
Die Qu-Serie bietet wie die SQ-Serie 16, 24 oder 32 Fader an, welche auf drei Ebenen genutzt werden können, einem Mix-Master Layer, einem Input Layer und einem belegbaren Custom Layer. Die SQ-Serie verfügt im Gegensatz zur Qu-Serie über digitale 'Scribble-Strips', die frei benannt werden können.
Das Pult Avantis bietet 24 Fader und 6 Ebenen, außerdem ist es mit zwei Touchscreens mit 15,6 Zoll und Full-HD-Auflösung ausgestattet.
Die dLive-Serie ist in C- und S-Class aufgeteilt. Die C Class bietet 12, 20 oder 24 Fader und 6 Ebenen. Die S Class hat 20, 28 oder 36 Fader und ebenfalls 6 Ebenen
| Modellreihe   | 12 Fader      | 16 Fader | 20 Fader            | 24 Fader | 28 Fader              | 32 Fader | 36 Fader              | 44 Fader  | Ebenen |
| ------------- | ------------- | -------- | ------------------- | -------- | --------------------- | -------- | --------------------- | --------- | ------ |
| iLive         | iLive-R72     |          | iLive-T80, iLive-80 |          | iLive-T112, iLive-112 |          | iLive-T164, iLive-144 | iLive-176 | 2–6    |
| GLD           |               |          | GLD-80              |          | GLD-112               |          |                       |           | 4      |
| SQ            |               | SQ-5     |                     | SQ-6     |                       | SQ-7     |                       |           | 6      |
| Qu            |               | Qu-16    |                     | Qu-24    |                       | Qu-32    |                       |           | 3      |
| Avantis       | Avantis-Solo  |          |                     | Avantis  |                       |          |                       |           | 6      |
| dLive C Class | CTi1500/C1500 |          | C2500               | C3500    |                       |          |                       |           | 6      |
| dLive S Class |               |          | S3000               |          | S5000                 |          | S7000                 |           | 6      |